# Albert de Giussano

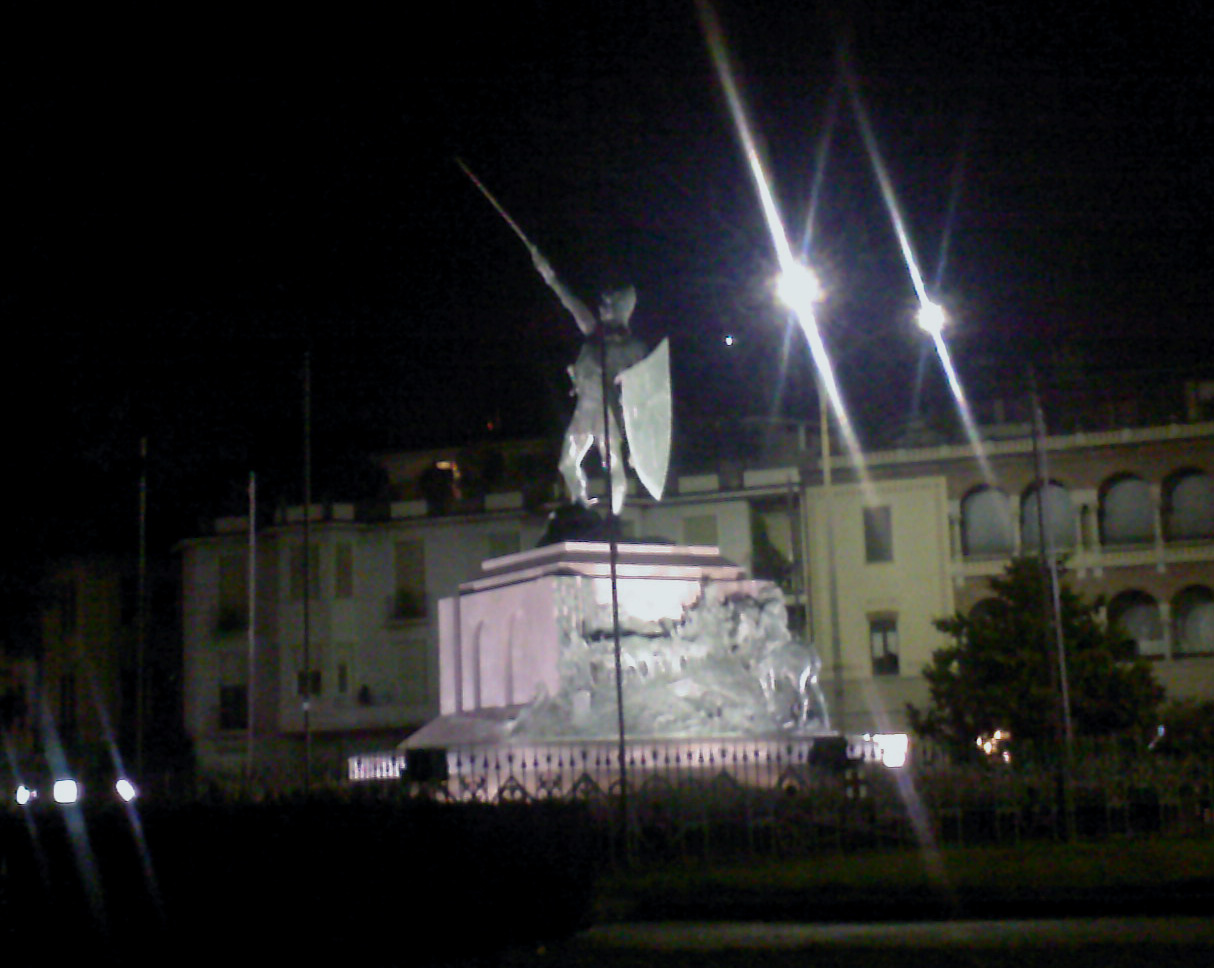
Estàtua del guerrer de Legnano, associata a Albert de Giussano

Albert de Giussano (en llombard: Albert de Giussan, AFI: [alˈbɛrt de gjʏsˈan], en italià: Alberto da Giussano AFI: [alˈbɛrto da gjusˈsano]) fou un personatge llegendari que per la tradició va vèncer la batalla de Legnano. És l'heroi nacional de la Llombardia.